# 态函数
在平衡熱力學中， 态函数又称狀態函數、热力学函数（thermodynamic function），是描述系统热力学状态的宏观物理性质的函数。处于平衡状态的热力学系统，各宏观物理量具有确定的值，并且这些物理量仅由系统所处的状态所决定，与达到平衡态的过程无关。决定物质状态的物理量被称为状态函数。其中包含了“热力学势”，热力学势特指下面提到的四个具有能量量纲的热力学函数。
熱力學系统的狀態函数一般存在一定的相互依存关系。如理想氣體的狀態方程式中，可以任意选取其中的兩個狀態函數為独立变量，而把其他的統計量看作它们的函数。热力学函数之间的依存关系具有普适性。

## 简单系统的的热力学函数
简单热力学系统（如量子、古典氣體系統）一般具有以下热力学函数，可以任意选取其中两个作为独立变量：
量綱（單位）不是能量的热力学函数
| 物理量 | 符号 | 单位      |
| ------ | ---- | --------- |
| 体积   | V    | m3        |
| 压强   | P    | Pa和atm   |
| 温度   | T    | K和℃      |
| 熵     | S    | J/(mol·K) |

量綱（單位）是能量的熱力學勢
| 物理量         | 符号 | 单位 |
| -------------- | ---- | ---- |
| 内能           | U    | J    |
| 焓             | H    | J    |
| 吉布斯能       | G    | J    |
| 亥姆霍兹自由能 | F    | J    |

## 热力学势
上面给出的热力学函数中，后四个具有能量的量纲，单位都为焦耳，这四个量通常称为「热力学势」。
| 内能           | {\displaystyle U}         | 有时也用E表示 |
| 亥姆霍兹自由能 | {\displaystyle A=U-TS}    | 也常用F表示   |
| 焓             | {\displaystyle H=U+PV}    |               |
| 吉布斯能       | {\displaystyle G=U+PV-TS} |               |

其中，
T =温度，
S =熵，
P =压强，
V =体积
具有 廣義力 和 廣義位移 {\displaystyle X_{i}} {\displaystyle x_{i}} 熱力學系統，
內能{\displaystyle U}的微分式可從熱力學第一定律得知：
{\displaystyle dU=T\,dS-\sum _{i}X_{i}\,dx_{i}+\sum _{j}\mu _{j}\,dN_{j}\,}
公式內的U、S和V是熱力學的狀態函數，也可用於非平衡、不可逆的過程。
其餘三個熱力學勢可經由 勒壤得轉換 (Legendre transform)轉換自變數而得到。
| {\displaystyle \mathrm {d} U\,} | {\displaystyle \!\!=\!\!} |                     | {\displaystyle T\mathrm {d} S\,}   | {\displaystyle -\,} | {\displaystyle p\mathrm {d} V\,} | {\displaystyle +\sum _{i}\mu _{i}\,\mathrm {d} N_{i}\,} |
| {\displaystyle \mathrm {d} F\,} | {\displaystyle \!\!=\!\!} | {\displaystyle -\,} | {\displaystyle S\,\mathrm {d} T\,} | {\displaystyle -\,} | {\displaystyle p\mathrm {d} V\,} | {\displaystyle +\sum _{i}\mu _{i}\,\mathrm {d} N_{i}\,} |
| {\displaystyle \mathrm {d} H\,} | {\displaystyle \!\!=\!\!} |                     | {\displaystyle T\,\mathrm {d} S\,} | {\displaystyle +\,} | {\displaystyle V\mathrm {d} p\,} | {\displaystyle +\sum _{i}\mu _{i}\,\mathrm {d} N_{i}\,} |
| {\displaystyle \mathrm {d} G\,} | {\displaystyle \!\!=\!\!} | {\displaystyle -\,} | {\displaystyle S\,\mathrm {d} T\,} | {\displaystyle +\,} | {\displaystyle V\mathrm {d} p\,} | {\displaystyle +\sum _{i}\mu _{i}\,\mathrm {d} N_{i}\,} |

通过对以上微分表达式求偏导，可以得到T，S，P，V四个变量的偏导数间的“麦氏关系”

## 延伸阅读
- Alberty, R. A.  (PDF). Pure Appl. Chem. 2001, 73 (8): 1349–1380  [2010-12-23]. doi:10.1351/pac200173081349. （原始内容存档 (PDF)于2017-08-14）.
- Reichl, Linda E. . London: Wiley. 1998. ISBN 0-471-59520-9.
- 华彤文等 《普通化学原理》第三版 2005 ISBN 7-301-09213-X/O 0654